# Песнь о дружбе
«Песнь о дружбе» (бел. Песня пра дружбу) — советский чёрно-белый художественный фильм, поставленный режиссёрами Сергеем Сплошновым и Иосифом Шапиро на белорусской киностудии художественных фильмов «Советская Белорусь» в 1941 году.
Фильм был закончен к началу войны, но не был выпущен в прокат, по решению цензуры из-за его легковесности.

## Сюжет
Федя Яцевич собирается в дом отдыха, его жена Лара — в командировку в Зарайск, на всё лето. Их большая квартира остаётся пустой. В это же время из Зарайска на олимпиаду художественной самодеятельности в город посылают подругу Ларисы, Алесю, которую Лара уговорила жить в их квартире. Федя встречает старого друга Рыгора Шемета и тоже разрешает ему пожить в своей комнате, не зная о том, что Лара, сделала то же самое с подругой. Проживая под одной крышей, Алеся и Рыгор начинают испытывать симпатию друг к другу. Чем закончилась эта история и рассказывает фильм.

## В ролях
- Т. Виноградова — Алеся
- Нина Петропавловская — Лара
- Владимир Глухов — Рыгор Шэмет
- Иван Кузнецов — Федя
- Иона Бий-Бродский — Аркадий Аполлонович
- Василий Меркурьев — тенор
- Павел Первушин — Петька (нет в титрах)
- Елена Волынцева — участница музыкального конкурса (нет в титрах)
- Анатолий Королькевич — дирижёр (нет в титрах)
- Георгий Семёнов — гармонист (нет в титрах)

## Съёмочная группа
- Режиссёры — Сергей Сплошнов, Иосиф Шапиро
- Сценарий — Илья Бражнин
- Главный оператор — Константин Погодин
- Художник-постановщик — С. Добжинский
- Композитор — Самуил Полонский
- Текст песен — В. Волженин, С. Сидзелов
- Звукооператор — К. Познышев
- Второй оператор — Г. Вдовенков
- Монтажёр — Н. Коновалова
- Ассистент режиссёра — С. Сидзелов, А. Лифшиц
- Ассистенты оператора — В. Гадзеев
- Консультант — С. Добжинский
- Директор картины — А. Эйдус